# Agupta danyi
Agupta danyi – gatunek błonkówki z rodziny męczelkowatych.

## Taksonomia
Gatunek został opisany w 2018 roku przez Jose L Fernandaz-Triane oraz Caroline Boudreault. Epitet gatunkowy został nadany przez Caroline Boudreault, drugiego autora opisu, na cześć jej męża – Danego Girarda.

## Zasięg występowania
Występuje w płn. części Borneo, w malezyjskim stanie Sabah. Holotyp odłowiono w pobliżu Danum Valley.

## Budowa ciała
Długość ciała samicy wynosi do 6,2 mm zaś samca 5,5 mm; rozpiętość przednich skrzydeł odpowiednio 6,2 i 5,6 mm.
Ubarwienie grzbietowej części głowy i większości metasomy ciemnobrązowe mezozosoma żółto-pomarańczowa. Pierwsze dwie pary nóg w większości żółto-białe, trzecia para w większości ciemnobrązowa (z wyjątkiem biało-żółtej przedniej części goleni). Trzonek i nóżka czułka żółte, biczyk jasno lub ciemnobrązowy. Żyłkowanie skrzydeł ciemnobrązowe.

## Biologia i ekologia
Żywiciele tego gatunku nie są znani.